# Zakon św. Maurycego

Symbol Zakonu św. Maurycego

Symbol Zakonu św. Maurycego i Łazarza

Zakon św. Maurycego został założony przez księcia Amadeusza VIII sabaudzkiego w 1434 r. Sam książę został jego pierwszym członkiem, grupując wokół siebie grupę zakonników. Nie jest pewne, czy był to zakon rycerski. Zakon ten przetrwał do 1439 r., kiedy został rozwiązany krótko po wyborze założyciela na antypapieża Feliksa V.
Na pewno jednak zakonem rycerskim był Zakon św. Maurycego powołany w 1572 r., który został utworzony na mocy bulli papieża Grzegorza XIII, na prośbę sabaudzkiego księcia Emanuela Filiberta. Nazwą nawiązywał do zgromadzenia z 1434 r.
Zakon przyjął regułę cysterską. Zakonnicy składali śluby czystości małżeńskiej oraz posłuszeństwa zwierzchnikom i papieżowi, a także przysięgali uznawać dekrety soboru trydenckiego, który się właśnie zakończył. Zakon był całkowicie zależny od domu sabaudzkiego, a jego deklarowanym celem była obrona papiestwa. Zakon w takiej formie przetrwał zaledwie 2 miesiące, gdyż książę doprowadził, za zgodą papieską, do unii swojego zakonu i zakonu św. Łazarza z siedzibą w Kapui.
Nowy zakon pod nazwą Zakonu świętych Maurycego i Łazarza przejął włoskie posiadłości lazarytów i ich augustiańską regułę. Zakon ten istnieje do dziś w formie  Orderu Domowego dynastii sabaudzkiej.